# 右京大夫局
右京 大夫局 （うきょうの だいぶのつぼね、生年不詳 - 慶長20年5月8日（1615年6月4日））は、江戸時代初期の女性。豊臣秀頼の乳母である。 宮内卿局と混同されることが多いが、別人である。

## 経歴
豊臣秀頼生前から使えており、秀頼を厳しく育てたため秀吉に罰せられそうになったことがある。醍醐の花見にも参加し、和歌を残している。1615年（慶長20年）に大坂の陣で大坂城落城後、秀頼とともに自害した。戒名は華渓芳春禅定尼。